# Klederdracht van Schokland

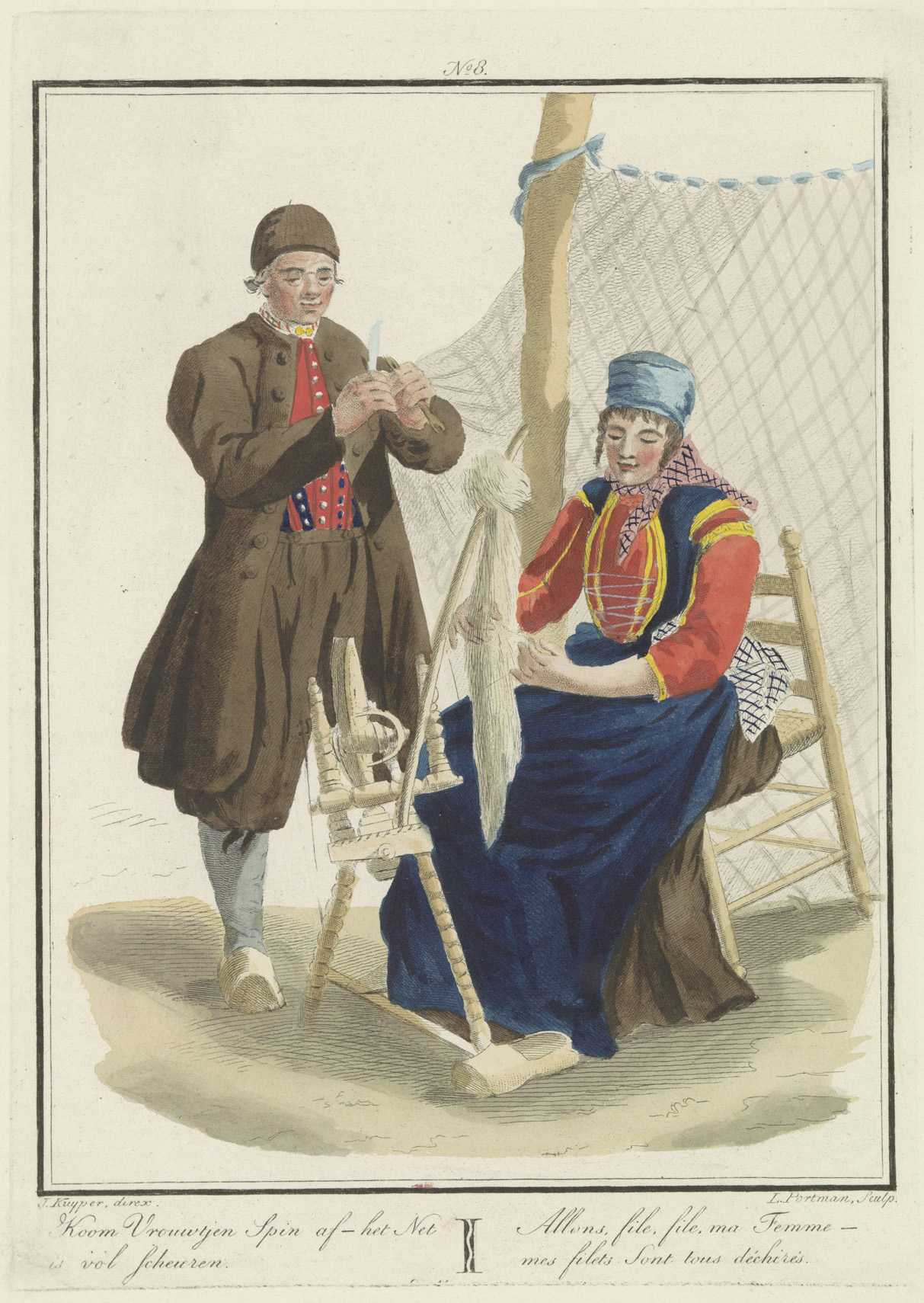
Prent van de dracht in Emmeloord uit 1829

De klederdracht van Schokland is een Nederlandse klederdracht die op het eiland, Schokland, gedragen werd, totdat het eiland vanwege de dreigende overstromingen en de grote armoede werd ontruimd in 1859. De traditionele mannendracht was in 1845 al verdwenen. Wat bekend is over de dracht is afkomstig van prenten en van beschrijvingen door tijdgenoten. Gegevens uit begin twintigste eeuw zijn mogelijk beïnvloed door de kledingstijl waar de eilanders na de ontruiming terecht kwamen.
Op het eiland lagen twee dorpen, Emmeloord in het noorden, Ens in het zuiden. Deze dorpen hoorden bij andere provincies (resp. Holland en Overijssel), hadden een andere godsdienst (katholiek resp. protestant) en er waren dus ook verschillen in klederdracht. Emmeloord hield de oudere dracht langer in ere. De mensen waren in Emmeloord, zeker tegen de tijd van de ontruiming, "doodarm." Veel mooie kleding zullen de mensen daarom in de 19e eeuw niet gehad hebben. In Ens werd waarschijnlijk al in 1792 de algemene Nederlandse kleding, met hullen en oorijzers gedragen.
In 1898 was er in Amsterdam een klederdrachttentoonstelling ter gelegenheid van de inhuldiging van koningin Wilhelmina, waar ook speciaal vervaardigde kleding te zien was van voormalige bewoners van Schokland. De dracht was toen echter al vrijwel uitgestorven. 

## Vrouwendracht

### Emmeloord

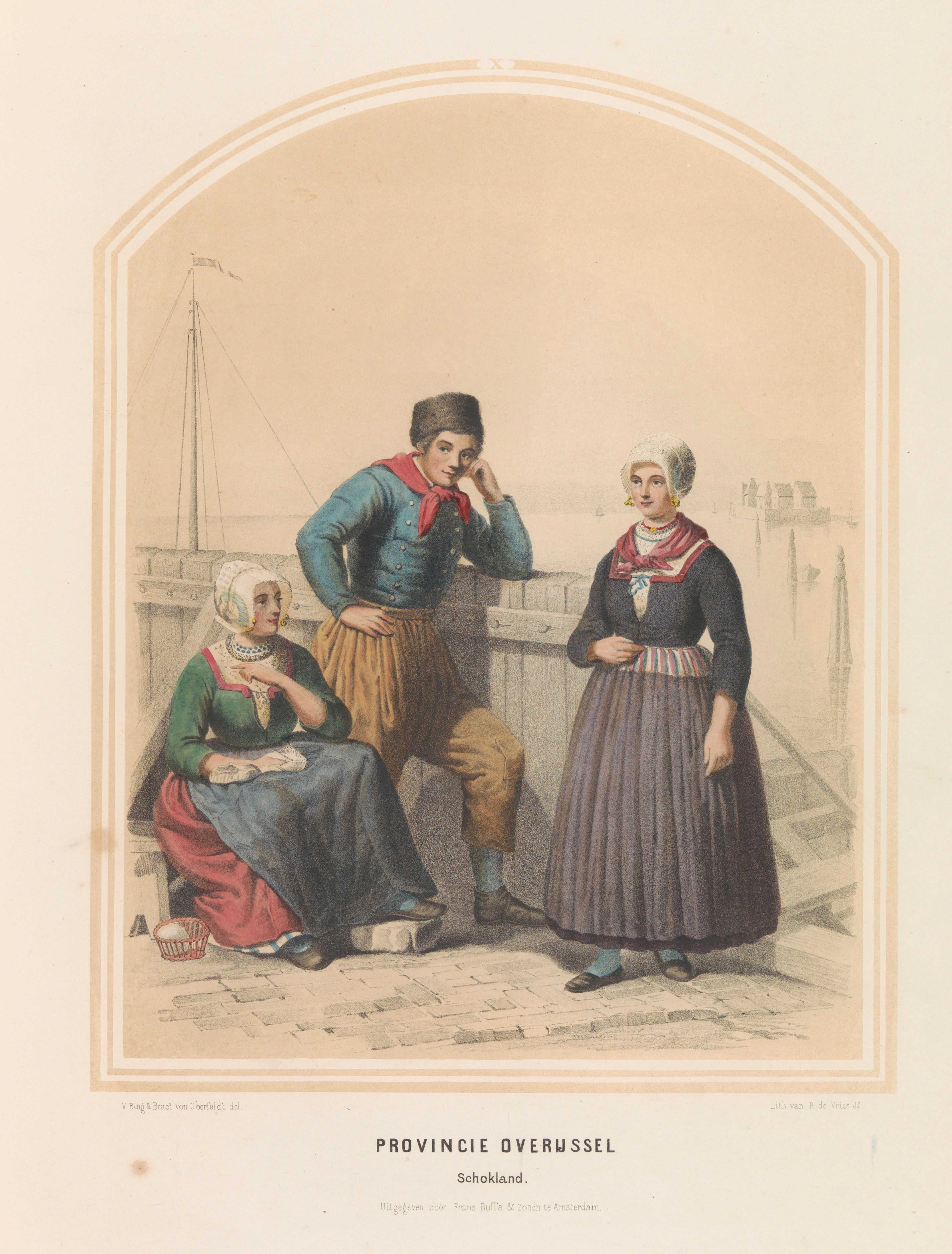
Klederdracht in Ens, 1857

Volgens hoogleraar Gregorius Mees (1802-1883) bestond de vrouwendracht, die zelfs in zijn tijd nog maar weinig gedragen werd, uit een rode baaien muts met daarover een blauwe, die een geel gestreepte platte bodem had. Wat hij beschrijft is de dracht op Emmeloord.
Het mouwloze vest (middel genoemd) was van damast en aan de voorkant dichtgeregen met een geel koord. Het vest stond in een ovale vorm open, waaronder de rode baaien borstrok zichtbaar was. De vrouwen droegen losse mouwen van rood laken, die voorzien waren van een geel  geborduurde streep op de naad.
Het haar van de vrouw kwam onder de muts vandaan, zowel bij het voorhoofd, als bij de oren. Sommige tijdgenoten schrijven dat het haar geel geverfd was. 

### Ens
Op Ens droegen de vrouwen als gezegd vanaf ca. 1850 een hul met oorijzers. Vanwege de armoede waren de oorijzers van blik, in enkele gevallen van zilver. Soms hadden de oorijzers een gouden uiteinde. Hun haar werd volledig door de hul bedekt. Onder de hul werd een zwarte ondermuts gedragen. Ze droegen op hun romp een blauw of zwart jak (met mouwen) met daarover een kraplap, een rode geruite sjaal en ook een wollen borstrok.
Over hun rok kwam een schort met een geruit bovenstuk. Ze dragen verder een rood baaien onderrok of een blauw gestreepte rok en blauwe kousen. De onderrok was wit en ze droegen onder hun rok ook een opbergzak (diezek genoemd). Op zondag werd een fraaiere kraplap van sits gedragen dan op werkdagen.
Ze droegen daarnaast een ketting van echte of valse bloedkoraal. Het slot werd gedragen aan de achterzijde. Op een foto uit Kampen, na de ontruiming maar voor 1904, is te zien dat het slot aan de voorzijde gedragen werd.

## Mannendracht

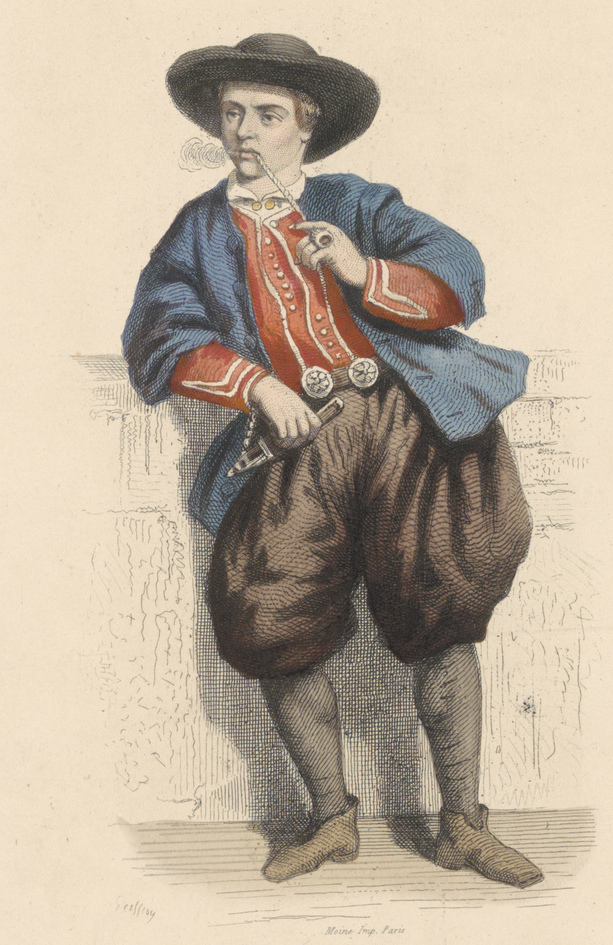
Schokker Visser, door Charles Michel Geoffroy, 1840-1880

Zeehuisen beschreef de mannendracht als "een blauwe wollen borstrok met benen knopen, wijde broek van bombazijn tot halverwege het onderbeen. Wollen kousen, hoge schoenen en een rode halsdoek die met de punt op de rug werd gedragen. Op het hoofd een bonte "krol", die op zondag door een hoge, breedgerande hoed vervangen werd. Men droeg ook wel een rood pronkborstok met witte strepen en gesloten met zilveren knopen. Daarvoor werden wel munstukken gebruikt, ook wel Engelse muntstukken, die de vissers verkregen door hun vangst op de Noordzee aan Engelsen te verkopen.